# Pavel Krajnik
Pavel Krajnik, slovenski rimskokatoliški duhovnik, frančiškan in pisatelj, * 2. avgust 1924, Poljane nad Škofjo Loko, † 11. november 2018.

## Življenje in delo
Pavel Krajnik, pri krstu Franc, se je rodil v družini sedlarja Antona in gospodinje Frančiške Krajnik rojene Čadež. Osnovno šolo je obiskoval v rojstnem kraju. Šolanje je nadaljeval na klasični gimnaziji in bogoslovju v Ljubljani in bil 21. junija 1951 posvečen v mašnika. V frančiškanski red je vstopil 29. avgusta 1940, noviciat je opravil v Kamniku in Trsatu. Najprej je kot kaplan služboval v cerkvi Marijinega oznanjenja v Ljubljani, nato za Bežigradom in Kamniku. Službena pot ga je nato vodila v župniji Stranje in Nevlje (1956-1962), na Vič (1962-1968) in Dobovo (1968-1971) ter na Sveto Goro nad Novo Gorico (1971-1993). Na Sveti Gori je opravljal tudi službo knjižničarja. Katalogiziral je 7.300 knjig in pisal kroniko Svete Gore od leta 1963 dalje. Napisal je še Svetogorski križev pot (1978), Molitev jetnice (1987), Marijina hiša-šmarnice (1989), ter predavanja Pogled v zgodovino Sv. Gore, Varovanje kulturne dediščine na Sv. Gori od 1947-1992, Sožitje med Kamničani in brati frančiškani (COBISS) in knjigo Marijina hiša : ob 450-letnici Marijinega prikazanja na Skalnici - Sveti gori pri Gorici. (COBISS)